# Petar Bojović
Petar Bojović, född 16 juli 1858 i Miševići, Nova Varoš, Furstendömet Serbien, död 19 januari 1945 i Belgrad, Serbien, Kungariket Jugoslavien, var en serbisk militär.
Bojović blev officer 1876, deltog i krigen mot Osmanska riket 1876–78 och mot Bulgarien 1885–86 och befordrades till överste 1901, general 1912 (efter slaget vid Kumanova) och vojevod 1918. Vid första balkankriget utbrott i oktober 1912 blev Bojović arméstabschef vid första armén, 1913 krigsminister och 1914 vid första världskrigets utbrott chef för första armén. Efter de serbiska truppernas nederlag flydde han till Albanien och förde 1916 den nyorganiserade serbiska armén från Korfu till Thessaloníki, varifrån han sedan ledde framryckningen mot Monastir.